# لات (خمام)
لات یکی از روستاهای بخش مرکزی شهرستان خمام در استان گیلان می‌باشد.
لات واژه‌ای گیلکی به معنای زمین هموار و بی‌گیاه یا بقولی (کناره) رود است. این واژه در برخی نام‌های جغرافیایی گیلان دیده می‌شود مانند شبخوس‌لات.

## جمعیت
این روستا در دهستان کته‌سرخمام قرار دارد و براساس سرشماری مرکز آمار ایران در سال ۱۳۸۵، جمعیت آن ۸۳۰ نفر (۲۴۴خانوار) بوده‌است.